# Izegrim
Izegrim ist eine niederländische Thrash- und Death-Metal-Band aus Zutphen, die im Jahr 1996 gegründet wurde.

## Geschichte
Die Band wurde im Sommer 1996 von Schlagzeuger Joep und Gitarrist Jeroen gegründet. Nachdem sich die Besetzung mehrfach geändert hatte, fand sich Anfang 1997 mit Bassistin Anita B., Keyboarderin Anita L., Sängerin Kristien und Gitarrist Niels eine feste Besetzung. In dieser Aufstellung nahm die Gruppe ihr erstes Demo auf und veröffentlichte es im Frühling 1998 unter dem Namen Most Evil. Gegen Ende des Jahres verließ Anita L. die Band, um sich vollkommen ihrem Job beim Aardschok zu widmen. Die nun auf fünf Mitglieder geschrumpfte Besetzung nahm eine EP auf und veröffentlichte diese unter dem Namen Bird of Prey im Sommer 1999. Kurz nach der Veröffentlichung verließ auch Niels die Besetzung und wurde durch Corvin ersetzt. Dieser verließ allerdings im Juli 2000 die Band bereits wieder. Corvin wurde durch Carsten ersetzt.
Im November 2002 folgte die Veröffentlichung des Debütalbums Guidelines for Genocide. Nach vielen Konzerte um das Album zu bewerben, verließ Anita B. die Band im April 2004 und wurde durch Marloes ersetzt. Im Sommer 2005 schloss sich die EP New World Order an. Kurz nach der Veröffentlichung, verließ Carsten die Besetzung, sodass die Band ihre Konzerte zu viert ein Jahr lang fortsetzte, bis mit Bart ein passender Ersatz gefunden wurde. Anfang 2008 erschien das zweite Album Tribute to Totalitarianism über Rusty Cage Records. Nach einer Tour durch Europa und einer weiteren, kleinen Tour durch die Niederlande, verließen Joep und Kristien im Sommer 2008 die Band. Als neuer Schlagzeuger kam Ivo, als neue Sängerin Marloes zur Band.
Im März 2009 veröffentlichte die Band mit Point of No Return die nächste EP. Unmittelbar nach der Veröffentlichung, begannen die Arbeiten zum nächsten Album Code of Consequences. Aufgenommen, abgemischt und gemastert wurde das Album von Jörg Uken im Soundlodge Studio. Das Album erschien im Februar 2011 über Listenable Records.
2018 erschien die letzte EP-Veröffentlichung "Beheaded by Trust". 2020 löste die Band sich auf, Sängerin Marloes Voskuil gründete im folgenden Jahr die Band Haliphron.

## Stil
Die Band spielt eine Mischung aus Thrash- und Death-Metal, wobei die Musik stellenweise an Arch Enemy erinnert, jedoch sich vor allem stimmlich unterscheidet.

## Diskografie
- Most Evil (Demo, 1998, Eigenveröffentlichung)
- Bird of Prey (EP, 1999, Eigenveröffentlichung)
- Guidelines for Genocide (Album, 2002, Eigenveröffentlichung)
- Izegrim (Demo, 2002, Eigenveröffentlichung)
- New World Order (EP, 2005, Eigenveröffentlichung)
- Tribute to Totalitarianism (Album, 2008, Rusty Cage Records)
- Point of No Return (EP, 2009, Rusty Cage Records)
- Code of Consequences (Album, 2011, Listenable Records)
- Congress of the Insane (Album, 2013, Listenable Records)
- The Ferryman’s End (Album, 2016, Listenable Records)
- Beheaded by Trust (EP, 2018, Eigenveröffentlichung)